# Sobór Włodzimierskiej Ikony Matki Bożej w Petersburgu
Sobór Włodzimierskiej Ikony Matki Bożej – prawosławny sobór w Petersburgu, wzniesiony w II połowie XVIII w., jedna ze świątyń eparchii petersburskiej. Położony przy placu Włodzimierskim, na początku prospektu Włodzimierskiego, który bierze od niego swoją nazwę.

## Historia

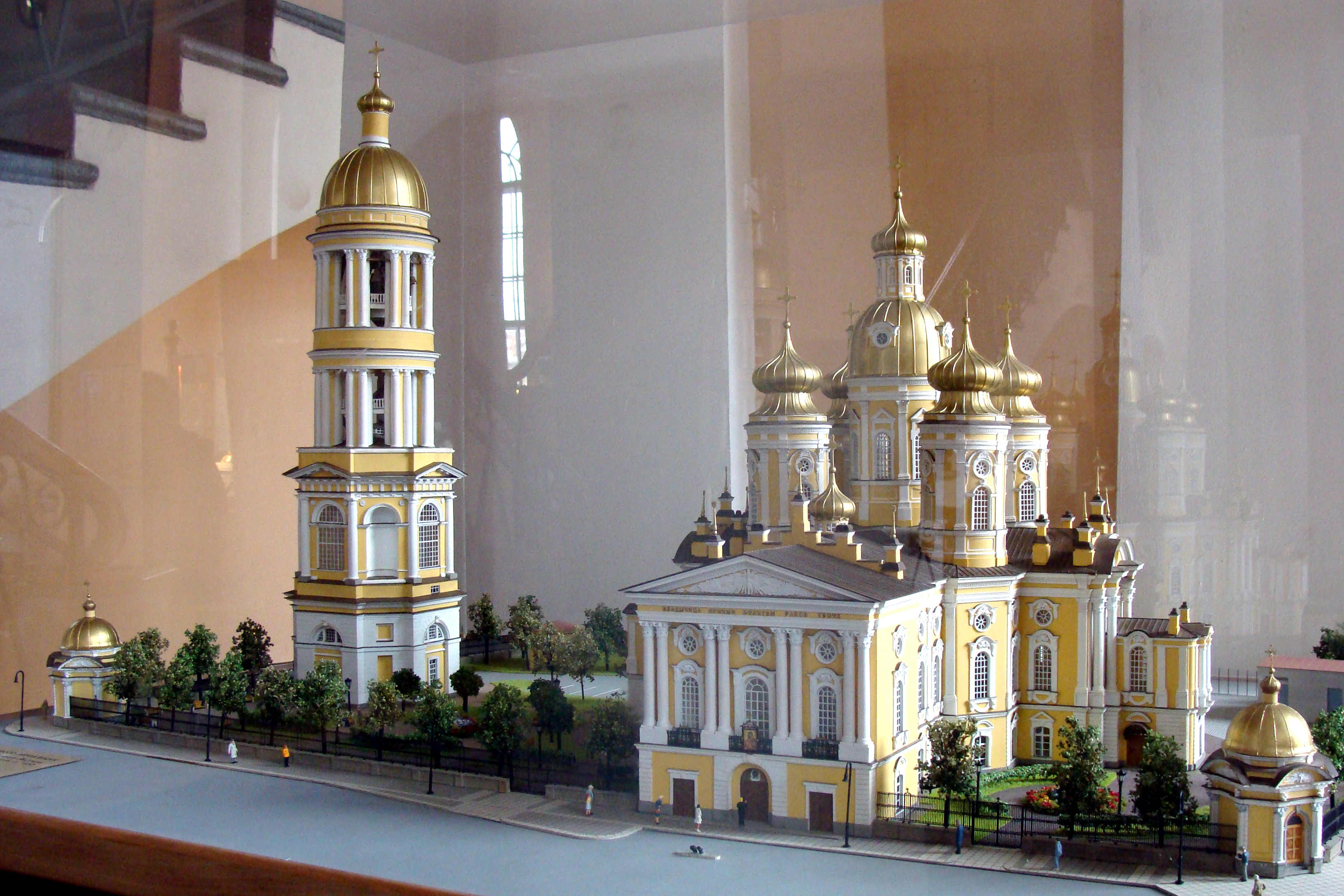
Model soboru z dzwonnicą w jego wnętrzu

Sobór powstał na miejscu starszej drewnianej cerkwi pod tym samym wezwaniem, wzniesionej w 1747 i poświęconej rok później. W 1756, z inicjatywy parafian cerkwi, caryca Elżbieta Romanowa wyraziła zgodę na przeprowadzenie zbiórki środków na budowę nowej, murowanej świątyni. Zbiórkę koordynował służący w cerkwi ks. Joann Kirikow. Projekt budynku był gotowy w 1759, jednak dopiero 20 sierpnia 1761 został uroczyście położony kamień węgielny. Wznoszona świątynia posiadała trzy ołtarze na górnej kondygnacji (Włodzimierskiej Ikony Matki Bożej, św. Charłampa oraz św. proroka Eliasza) oraz dolną kaplicę z ołtarzem św. Jana Damasceńskiego. Ołtarz główny poświęcił 9 kwietnia 1793 metropolita petersburski Gabriel. W tym samym roku zakończono budowę wolno stojącej, trójkondygnacyjnej dzwonnicy, o łącznej wysokości 40,5 m, którą zaprojektował Giacomo Quarenghi. Wykonanie projektu całości było przypisywane Bartolomeo Rastrellemu, nad pracami budowlanymi pracowali różni twórcy: A. Mielnikow, A. Golm i A. Rusko.
W 1868 do budynku dostawiono od strony północnej kaplicę ku czci ikony Matki Bożej „Wszystkich Strapionych Radość”, zaś w 1872, od strony południowej – kaplicę świętych Wiary, Nadziei i Miłości i matki ich Zofii.
Cerkiew funkcjonowała do 1930, gdy władze stalinowskie odebrały ją Rosyjskiemu Kościołowi Prawosławnemu i przekazały Państwowej Bibliotece Publicznej z przeznaczeniem na bibliotekę dzieł antyreligijnych. Następnie w soborze funkcjonował zakład budowlany. Po II wojnie światowej obiekt ponownie przekazano Bibliotece Akademii Nauk z przeznaczeniem na magazyn, po czym w 1947 zaczął pełnić cele przemysłowe.
Eparchia leningradzka Rosyjskiego Kościoła Prawosławnego odzyskała zdewastowaną świątynię w sierpniu 1989. 7 kwietnia 1990 metropolita leningradzki i nowogrodzki Aleksy dokonał ponownego poświęcenia obiektu. Od tego momentu wszyscy metropolici petersburscy są również tytularnie proboszczami parafii Włodzimierskiej Ikony Matki Bożej – po metropolicie Aleksym tradycję tę kontynuowali metropolici Jan i Włodzimierz. Stale trwają prace remontowe w soborze – na kopułach cerkwi pojawiły się nowe złocone krzyże, odnowiono wnętrze górnej cerkwi, trwa restauracja zniszczonych ikonostasów w dolnej i górnej świątyni. Honorowy tytuł soboru świątynia otrzymała w 2000.
Sobór Włodzimierskiej Ikony Matki Bożej jest świątynią typu krzyżowo-kopułowego, dwukondygnacyjną, zwieńczoną pięcioma kopułami zlokalizowanymi na okrągłych bębnach. Elewacje obiektu zdobią rzędy korynckich kolumn. Całość reprezentuje styl barokowy przechodzący w klasycystyczny. W górnej cerkwi znajduje się osiemnastowieczny trzyrzędowy ikonostas zaprojektowany przez B. Rastrellego w stylu petersburskiego baroku. Wyposażenie cerkwi dolnej nie zachowało się.
Szczególną czcią otaczane są przez wiernych kopie Włodzimierskiej Ikony Matki Bożej, ikona Obrazu Chrystusa Nie Ludzką Ręką Uczynionego poświęcona przez św. Jana Kronsztadzkiego oraz ikona św. Serafina z Sarowa z cząsteczką relikwii.